# 2204 Lyyli
2204 Lyyli eller 1943 EQ är en asteroid i huvudbältet som korsar Mars omloppsbana. Den upptäcktes 3 mars 1943 av den finske astronomen Yrjö Väisälä vid Storheikkilä observatorium. Den är uppkallad efter Lyyli Heinänen.
Asteroiden har en diameter på ungefär 25 kilometer.